# Nederlandse kampioenschappen atletiek 2021
In 2021 werden de Nederlandse kampioenschappen atletiek gehouden in Breda op de atletiekbaan van AV Sprint aan de Dr. Schaepmanlaan, gelegen naast het Mastbos. De kampioenschappen vonden voor het tweede achtereenvolgende jaar plaats zonder publiek als gevolg van de door de overheid opgelegde beperkingen vanwege de coronapandemie. Een uitzondering werd gemaakt voor de coaches van de deelnemende atleten. De kampioenschappen werden gehouden van 24 tot en met 27 juni. 
De organisatie van het evenement lag in handen van AV Sprint.
De 10.000 m vond plaats tijdens de wedstrijden om de Gouden Spike op 12 juni in Leiden.

## Uitslagen

### 100 m
| wind: +0,7 m/s | wind: +0,7 m/s   | wind: +0,7 m/s |
| rang           | atleet           | prestatie      |
| -------------- | ---------------- | -------------- |
| Goud           | Chris Garia      | 10,37 s        |
| Zilver         | Solomon Bockarie | 10,43 s        |
| Brons          | Hensley Paulina  | 10,46 s        |

| wind: +1,2 m/s | wind: +1,2 m/s        | wind: +1,2 m/s |
| rang           | atlete                | prestatie      |
| -------------- | --------------------- | -------------- |
| Goud           | Dafne Schippers       | 11,20 s        |
| Zilver         | Marije van Hunenstijn | 11,28 s        |
| Brons          | Jamile Samuel         | 11,34 s        |

### 200 m
| wind: +0,3 m/s | wind: +0,3 m/s   | wind: +0,3 m/s |
| rang           | atleet           | prestatie      |
| -------------- | ---------------- | -------------- |
| Goud           | Churandy Martina | 20,76 s        |
| Zilver         | Taymir Burnet    | 20,82 s        |
| Brons          | Onyema Adigida   | 20,91 s        |

| wind: +0,5 m/s | wind: +0,5 m/s | wind: +0,5 m/s |
| rang           | atlete         | prestatie      |
| -------------- | -------------- | -------------- |
| Goud           | Jamile Samuel  | 22,93 s        |
| Zilver         | Lieke Klaver   | 23,04 s        |
| Brons          | Tasa Jiya      | 23,14 s        |

### 400 m
| rang   | atleet              | prestatie |
| ------ | ------------------- | --------- |
| Goud   | Liemarvin Bonevacia | 44,99 s   |
| Zilver | Jochem Dobber       | 45,07 s   |
| Brons  | Nout Wardenburg     | 45,61 s   |

| rang   | atlete              | prestatie |
| ------ | ------------------- | --------- |
| Goud   | Lisanne de Witte    | 52,08 s   |
| Zilver | Laura de Witte      | 53,38 s   |
| Brons  | Hanneke Oosterwegel | 53,44 s   |

### 800 m
| rang   | atleet         | prestatie |
| ------ | -------------- | --------- |
| Goud   | Maarten Plaum  | 1.51,64   |
| Zilver | Jurgen Wielart | 1.51,81   |
| Brons  | Djoao Lobles   | 1.52,04   |

| rang   | atlete           | prestatie |
| ------ | ---------------- | --------- |
| Goud   | Bregje Sloot     | 2.07,85   |
| Zilver | Suzanne Voorrips | 2.08,24   |
| Brons  | Marissa Damink   | 2.08,34   |

### 1500 m
| rang   | atleet            | prestatie |
| ------ | ----------------- | --------- |
| Goud   | Richard Douma     | 3.37,81   |
| Zilver | Valentijn Weinans | 3.38,11   |
| Brons  | Bram Anderiessen  | 3.38,29   |

| rang   | atlete         | prestatie |
| ------ | -------------- | --------- |
| Goud   | Britt Ummels   | 4.13,32   |
| Zilver | Diane van Es   | 4.15,53   |
| Brons  | Marissa Damink | 4.18,12   |

### 5000 m
| rang   | atleet        | prestatie |
| ------ | ------------- | --------- |
| Goud   | Mike Foppen   | 13.31,09  |
| Zilver | Filmon Tesfu  | 13.55,32  |
| Brons  | Yorben Ruiter | 13.56,93  |

| rang   | atlete           | prestatie |
| ------ | ---------------- | --------- |
| Goud   | Bo Ummels        | 16.11,19  |
| Zilver | Ineke van Koldam | 16.20,37  |
| Brons  | Famke Heinst     | 16.21,65  |

### 10.000 m[1]
| rang   | atleet           | prestatie |
| ------ | ---------------- | --------- |
| Goud   | Benjamin de Haan | 28.31,14  |
| Zilver | Frank Futselaar  | 28.45,30  |
| Brons  | Yorben Ruiter    | 28.51,62  |

| rang   | atlete             | prestatie |
| ------ | ------------------ | --------- |
| Goud   | Tirza van der Wolf | 34.31,46  |
| Zilver | Marcella Herzog    | 34.55,00  |
| Brons  | Renee Sijbesma     | 35.39,90  |

### 110 m horden/100 m horden
| wind: +0,1 m/s | wind: +0,1 m/s      | wind: +0,1 m/s |
| rang           | atleet              | prestatie      |
| -------------- | ------------------- | -------------- |
| Goud           | Koen Smet           | 13,59 s        |
| Zilver         | Liam van der Schaaf | 13,79 s        |
| Brons          | Dave Wesselink      | 14,55 s        |

| wind: +0,0 m/s | wind: +0,0 m/s    | wind: +0,0 m/s |
| rang           | atlete            | prestatie      |
| -------------- | ----------------- | -------------- |
| Goud           | Sharona Bakker    | 13,13 s        |
| Zilver         | Zoë Sedney        | 13,13 s        |
| Brons          | Maayke Tjin A-Lim | 13,60 s        |

### 400 m horden
| rang   | atleet        | prestatie |
| ------ | ------------- | --------- |
| Goud   | Ramsey Angela | 49,44 s   |
| Zilver | Nick Smidt    | 49,63 s   |
| Brons  | Martin Meijer | 52,59 s   |

| rang   | atlete            | prestatie |
| ------ | ----------------- | --------- |
| Goud   | Cathelijn Peeters | 58,17 s   |
| Zilver | Silke Peeters     | 58,29 s   |
| Brons  | Femke Frijters    | 59,58 s   |

### 3000 m steeple
| rang   | atleet             | prestatie |
| ------ | ------------------ | --------- |
| Goud   | Simon Grannetia    | 9.02,91   |
| Zilver | Thom Reynders      | 9.08,95   |
| Brons  | Mart Ruben Nijhuis | 9.10,01   |

| rang   | atlete                | prestatie |
| ------ | --------------------- | --------- |
| Goud   | Irene van der Reijken | 9.43,26   |
| Zilver | Lotte Krause          | 9.57,77   |
| Brons  | Veerle Bakker         | 9.59,94   |

### Verspringen
| rang   | atleet                   | prestatie         |
| ------ | ------------------------ | ----------------- |
| Goud   | Baboucar Sallah Mohammed | 7,52 m (+0,9 m/s) |
| Zilver | Sven Jansons             | 7,45 m (-1,2 m/s) |
| Brons  | Damian Felter            | 7,39 m (+0,3 m/s) |

| rang   | atlete             | prestatie         |
| ------ | ------------------ | ----------------- |
| Goud   | Anouk Vetter       | 6,28 m (-0,3 m/s) |
| Zilver | Lianne van Krieken | 6,26 m (+0,1 m/s) |
| Brons  | Pauline Hondema    | 6,14 m (-0,1 m/s) |

### Hink-stap-springen
| rang   | atleet                   | prestatie          |
| ------ | ------------------------ | ------------------ |
| Goud   | Baboucar Sallah Mohammed | 15,36 m (-0,6 m/s) |
| Zilver | Winjaris Windster        | 14,64 m (+1,7 m/s) |
| Brons  | Favour Abu               | 14,43 m (+0,9 m/s) |

| rang   | atlete            | prestatie          |
| ------ | ----------------- | ------------------ |
| Goud   | Maureen Herremans | 12,98 m (-0,9 m/s) |
| Zilver | Daniëlle Spek     | 12,88 m (+0,2 m/s) |
| Brons  | Kellynsia Leerdam | 12,67 m (+2,7 m/s) |

### Hoogspringen
| rang   | atleet         | prestatie |
| ------ | -------------- | --------- |
| Goud   | Douwe Amels    | 2,21 m    |
| Zilver | Stan NIjhuis   | 2,09 m    |
| Brons  | Marius Wouters | 2,06 m    |

| rang   | atlete           | prestatie |
| ------ | ---------------- | --------- |
| Goud   | Glenka Antonia   | 1,81 m    |
| Zilver | Sarah van Beilen | 1,77 m    |
| Brons  | Sofie Dokter     | 1,77 m    |
| Brons  | Britt Weerman    | 1,77 m    |

### Polsstokhoogspringen
| rang   | atleet             | prestatie |
| ------ | ------------------ | --------- |
| Goud   | Rutger Koppelaar   | 5,70 m    |
| Zilver | Menno Vloon        | 5,40 m    |
| Brons  | Koen van der Wijst | 5,25 m    |

| rang   | atlete           | prestatie |
| ------ | ---------------- | --------- |
| Goud   | Femke Pluim      | 4,15 m    |
| Zilver | Karlijn Schouten | 4,05 m    |
| Brons  | Kristina Tergau  | 3,70 m    |

### Kogelstoten
| rang   | atleet         | prestatie |
| ------ | -------------- | --------- |
| Goud   | Sven Poelmann  | 19,64 m   |
| Zilver | Mattijs Mols   | 17,88 m   |
| Brons  | Bjorn van Kins | 16,62 m   |

| rang   | atlete              | prestatie |
| ------ | ------------------- | --------- |
| Goud   | Jessica Schilder    | 18,77 m   |
| Zilver | Jorinde van Klinken | 17,84 m   |
| Brons  | Benthe König        | 17,74 m   |

### Discuswerpen
| rang   | atleet           | prestatie |
| ------ | ---------------- | --------- |
| Goud   | Ruben Rolvink    | 59,18 m   |
| Zilver | Stephan Dekker   | 54,63 m   |
| Brons  | Sebastiaan Bonte | 52,03 m   |

| rang   | atlete              | prestatie |
| ------ | ------------------- | --------- |
| Goud   | Jorinde van Klinken | 64,28 m   |
| Zilver | Alida van Daalen    | 57,08 m   |
| Brons  | Corinne Nugter      | 52,27 m   |

### Speerwerpen
| rang   | atleet         | prestatie |
| ------ | -------------- | --------- |
| Goud   | Mart ten Berge | 74,25 m   |
| Zilver | Dario Podda    | 73,83 m   |
| Brons  | Tom Egbers     | 71,95 m   |

| rang   | atlete           | prestatie |
| ------ | ---------------- | --------- |
| Goud   | Lisanne Schol    | 53,92 m   |
| Zilver | Nadine Broersen  | 53,53 m   |
| Brons  | Danien ten Berge | 52,76 m   |

### Kogelslingeren
| rang   | atleet          | prestatie |
| ------ | --------------- | --------- |
| Goud   | Dennis Hemelaar | 64,39 m   |
| Zilver | Etiènne Orbons  | 61,55 m   |
| Brons  | Joris Pals      | 56,27 m   |

| rang   | atlete          | prestatie |
| ------ | --------------- | --------- |
| Goud   | Judith Essemiah | 61,97 m   |
| Zilver | Audrey Jacobs   | 61,18 m   |
| Brons  | Wendy Koolhaas  | 60,82 m   |

### Tienkamp/Zevenkamp
| rang   | atleet            | prestatie |
| ------ | ----------------- | --------- |
| Goud   | Rik Taam          | 8107 p    |
| Zilver | Lauri Hulleman    | 7500 p    |
| Brons  | Trystan de Weerdt | 6555 p    |

| rang   | atlete           | prestatie |
| ------ | ---------------- | --------- |
| Goud   | Myke van de Wiel | 5908 p    |
| Zilver | Melissa de Haan  | 5795 p    |
| Brons  | Michelle Oud     | 5753 p    |

1904 · 
1908 · 
1909 · 
1910 · 
1911 · 
1912 · 
1913 · 
1914 · 
1915 · 
1917 · 
1918 · 
1919 · 
1920 · 
1921 · 
1922 · 
1923 · 
1924 · 
1925 · 
1926 · 
1927 · 
1928 · 
1929 · 
1930 · 
1931 · 
1932 · 
1933 · 
1934 · 
1935 · 
1936 · 
1937 · 
1938 · 
1939 · 
1940 · 
1941 · 
1942 · 
1943 · 
1944 · 
1946 · 
1947 · 
1948 · 
1949 · 
1950 · 
1951 · 
1952 · 
1953 · 
1954 · 
1955 · 
1956 · 
1957 · 
1958 · 
1959 · 
1960 · 
1961 · 
1962 · 
1963 · 
1964 · 
1965 · 
1966 · 
1967 · 
1968 · 
1969 · 
1970 · 
1971 · 
1972 · 
1973 · 
1974 · 
1975 · 
1976 · 
1977 · 
1978 · 
1979 · 
1980 · 
1981 · 
1982 · 
1983 · 
1984 · 
1985 · 
1986 · 
1987 · 
1988 · 
1989 · 
1990 · 
1991 · 
1992 · 
1993 · 
1994 · 
1995 · 
1996 · 
1997 · 
1998 · 
1999 · 
2000 · 
2001 · 
2002 · 
2003 · 
2004 · 
2005 · 
2006 · 
2007 · 
2008 · 
2009 · 
2010 · 
2011 · 
2012 · 
2013 · 
2014 · 
2015 · 
2016 ·
2017 ·
2018 ·
2019 ·
2020 ·
2021 ·
2022 ·
2023 ·
2024 ·
2025